# Michael Kelly (Physiker)
Michael Joseph Kelly (* 14. Mai 1949 in New Plymouth, Neuseeland) ist ein neuseeländischer Physiker.

## Leben
Kelly studierte an der Victoria University of Wellington und erhielt dort den BSc und MSc. Im Jahre 1971 ging er nach England und erhielt unter Volker Heine den PhD an der University of Cambridge. Sein Haupt-Forschungsgebiet sind die Grundlagen des Elektronentransports. Von 1992 bis 2001 war er als Hochschullehrer und in verschiedenen anderen Positionen an der University of Surrey tätig. Seit 2001 ist er Professor an der University of Cambridge.
Kelly wurde nach dem Hackerzwischenfall am Klimaforschungszentrum der University of East Anglia in die Untersuchungskommission der University of East Anglia und der Royal Society berufen.
Kelly warnte wiederholt vor den Gefahren eines sogenannten „Alarmismus“ bezüglich der globalen Erwärmung, bestreitet also den wissenschaftlichen Konsens zur menschengemachten globalen Erwärmung.

## Auszeichnungen
- 1993 Fellow of the Royal Society
- 1998 Fellow der Royal Academy of Engineering
- 2006 Hughes-Medaille
- 2009 Mitglied der Academia Europaea[4]

## Veröffentlichungen
- Low-Dimensional Semiconductors: Materials, Physics, Technology, Devices, Oxford University Press 2002, ISBN 0-19-851780-7
- Literatur von und über Michael Kelly im Katalog der Deutschen Nationalbibliothek